# Komba
Die Komba Gewerkschaft (eigene Schreibweise in Minuskeln) ist eine deutsche Fachgewerkschaft für Beamte und Beschäftigte der Kommunen, ihrer privatisierten Dienstleistungsunternehmen und der entsprechend im Landesdienst Tätigen. Sie ist demokratisch, parteipolitisch unabhängig und dezentral organisiert in 16 Landesgewerkschaften sowie weiteren Mitgliedsgewerkschaften. Bundesvorsitzender ist seit Dezember 2017 Andreas Hemsing.

Die Komba ist mit ca. 90.000 Mitgliedern eine der größten Gewerkschaften im DBB Beamtenbund und Tarifunion. Der Landesverband Nordrhein-Westfalen, ebenfalls unter der Leitung von Andreas Hemsing, ist mit ca. 40.000 Mitgliedern der größte Landesverband in der Komba. 

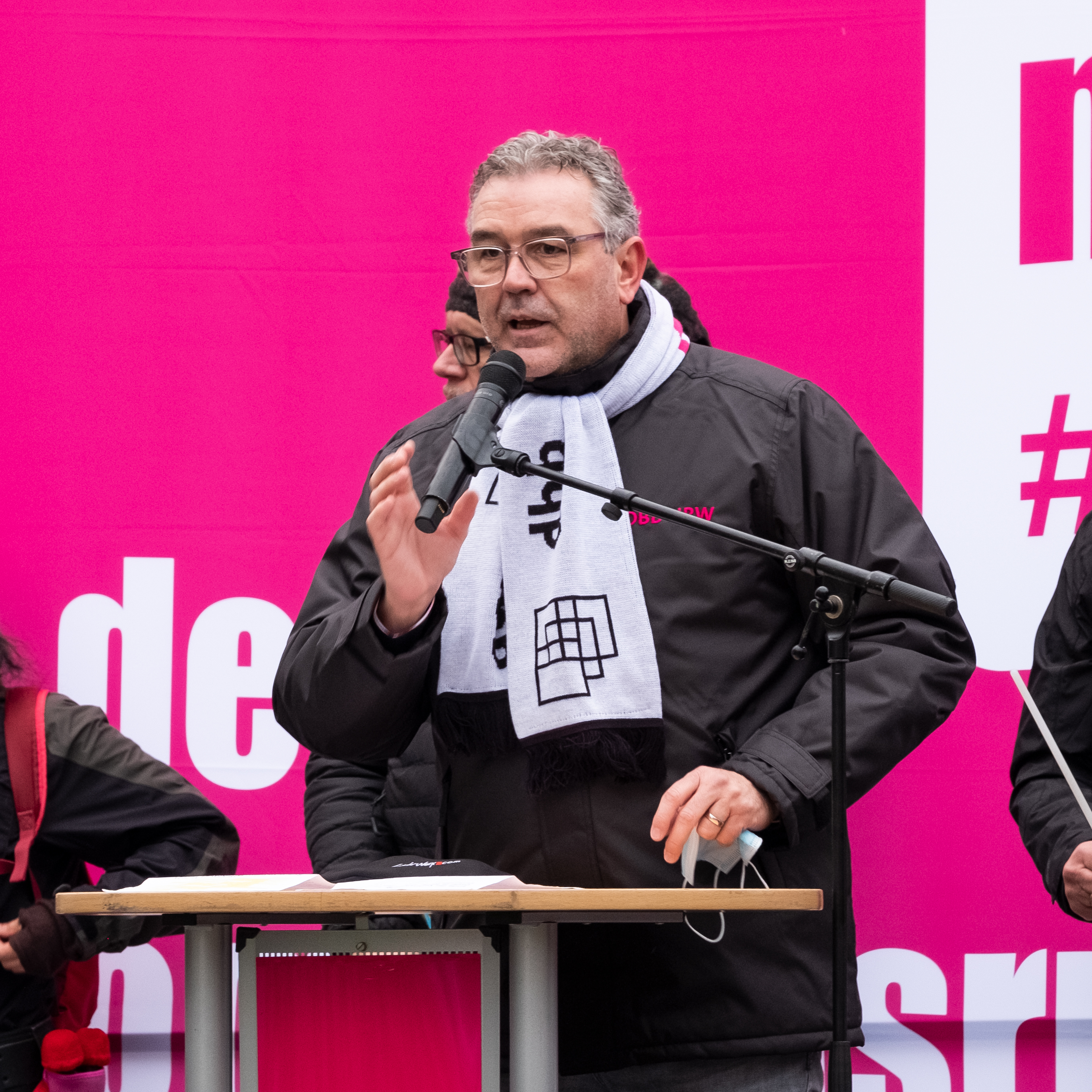
Andreas Hemsing, während der Einkommensrunde 2021 der Länder (TV-L)

## Geschichte
Der Bundesverband der Komba wurde am 8. Juli 1920 als Reichsbund der Kommunalbeamten und -angestellten ins Vereinsregister eingetragen. Verbunden haben sich mehrere Vorläufergewerkschaften auf Landes- und Provinzebene, die sich Ende des 19. und Anfang des 20. Jahrhunderts gegründet hatten. Der bedeutendste Landesverband war der Verband der städtischen Beamten der Provinz Brandenburg, der am 17. Dezember 1893 gegründet wurde. Dieses Datum wird als Geburtsstunde der komba gewerkschaft angesehen.
Zur Zeit des Nationalsozialismus wurde die Gewerkschaft aufgelöst.
In Preußen wurde die Gewerkschaft am 12. Mai 1945 neu gegründet, was von den Besatzungsmächten jedoch unterdrückt wurde. Im Westen Preußens entstand am 15. Januar 1949 schließlich doch ein neuer Landesverband. Auf Bundesebene hieß die Gewerkschaft ab 1951 Bund Deutscher Kommunalbeamter und -angestellten. Die Tariffähigkeit wurde von Arbeitgeberseite am 10. Oktober 1951 anerkannt.
In den 1950er Jahren schloss sich die Komba mit anderen Organisationen zusammen, um am 3. Juli 1956 die Gemeinschaft tariffähiger Verbände im Deutschen Beamtenbund zu gründen, aus der der DBB Beamtenbund und Tarifunion hervorging.
Nach der Wende wurden auch in den neuen Bundesländern Landesverbände gegründet, so dass in allen Bundesländern Verbände bestanden. Anfang 2004 meldete der Landesverband Berlin Insolvenz an und wurde ausgeschlossen. Neu gegründet wurde die gkl berlin, die Mitglied im DBB ist.

## Ziele und Forderungen
Ziele und Forderungen der Gewerkschaft ergeben sich aus dem Leitbild. Neben den Forderungen nach dem Erhalt von Arbeitsplätzen und angemessener Bezahlung sollen Verwaltungsstrukturen modernisiert sowie Ausbildung  und Aufstiegschancen gewährleistet werden. Dabei sollen Mitbestimmungsrechte gewährleistet und ausgebaut sowie Privatisierungen gestoppt werden, jedoch auch die Rechte von Mitgliedern in privatisierten Bereichen gestärkt werden.
Weitere Ziele drehen sich um die Lebensarbeitszeit, alters- und familiengerechte Arbeitsplätze, auskömmliche Finanzierung der Kommunen sowie ein zukunftsfähiges Renten- und Versorgungssystem. 
Das Leitbild betont darüber hinaus die Relevanz von Chancengleichheit für alle Geschlechter, gelebte Diversität und eine Wertediskussion für mehr Respekt.

## Gremien
Die Gewerkschaft hat folgende Ausschüsse, Fachbereiche und eine Arbeitskreis:
- Dienstrechtsausschuss – Vorsitzender: Ansgar Günther
- Bundestarifausschuss – Vorsitzende: Sandra van Heemskerk
- Ausschuss für Frauenpolitik und Gleichstellungsfragen – Vorsitzende: Elke Stirken
- Bundesseniorenvertretung – Vorsitzender: Klaus-Dieter Schulze
- Bundesfachbereich Feuerwehr und Rettungsdienst – Vorsitzender: Valentino Tagliafierro
- Bundesfachbereich Gesundheit und Pflege – Vorsitzender: Michael Kehren
- Bundesfachbereich Ver- und Entsorgung – Vorsitzender: Frank Fischer
- Bundesfachbereich Verkehrsflughäfen – Vorsitzende: Birgit Kother
- Bundesfachbereich Technik, Verkehr, Umwelt – Vorsitzender: Michael Klein
- Bundesfachbereich Sozial- und Erziehungsdienst – Vorsitzende: Sandra van Heemskerk
- Arbeitskreis Jobcenter

## Landesgewerkschaften, Mitgliedsgewerkschaften und Partnerorganisationen
Die Komba versteht sich als demokratisch und parteipolitisch unabhängig. Sie ist dezentral in 16 Landesgewerkschaften, drei Mitgliedsgewerkschaften – Verband der Landes-Beamten, -Angestellten und -Arbeiter (vdla gewerkschaft), Verband Private Sicherheit in der komba (VPS), Nahverkehrsgewerkschaft (NahVG) – und einer Partnerorganisation, dem Bundesverband der Lebensmittelkontrolleure e. V. (BVLK), organisiert.
Die Jugendorganisation ist die komba jugend.

### Verband Private Sicherheit
Der Verband Private Sicherheit (VPS) ist eine Komba-Mitgliedsgewerkschaft, die vor allem Mitarbeiter privater Sicherheitsdienstleister insbesondere an Verkehrsflughäfen organisiert. Diese Beschäftigten wurden zunächst im Bereich Aviation in der Deutschen Polizeigewerkschaft, Landesverband Berlin, organisiert. Die Gründungsversammlung war am 25. März 2011. Später wurde der VPS dann eine komba-Mitgliedsgewerkschaft, die sich jedoch 2022 wieder auflöste.
Während der Bundesverband der Sicherheitswirtschaft (BDSW) im Oktober 2012 noch erklärte, der Verband Private Sicherheit sei kein Tarifpartner an den Verkehrsflughäfen, werden seit Mitte 2013 Tarifverhandlungen geführt.

### Komba Mobil
Komba Mobil wurde 2006 für Beschäftigte, die überwiegend fahrende Tätigkeiten ausüben, gegründet. Die Selbsthilfeeinrichtung gewährt finanzielle Unterstützung und rechtliche Beratung bei Verkehrsunfällen.